# Comuna de Ińsko
Ińsko (polaco: Gmina Ińsko) é uma gminy (comuna) na Polónia, na voivodia de Pomerânia Ocidental e no condado de Stargardzki.
De acordo com os censos de 2005, a comuna tem 3.493 habitantes, com uma densidade 23,1 hab/km².

## Área
Estende-se por uma área de 151,01 km².

## Demografia
Dados de 30 de Junho 2004:
|                      | Total   | Total | Mulheres | Mulheres | Homens  | Homens |
| -------------------- | ------- | ----- | -------- | -------- | ------- | ------ |
|                      | pessoas | %     | pessoas  | %        | pessoas | %      |
| População            | 3493    | 100   | 1726     | 49,4     | 1767    | 50,6   |
| Densidade (pop./km²) | 23,1    | 100   | 11,4     | 11,4     | 11,7    | 11,7   |

De acordo com dados de 2002, o rendimento médio per capita ascendia a 1611,16 zł.